# Antiotricha
Az antiotricha a rovarok (Insecta) osztályának a lepkék (Lepidoptera) rendjéhez, ezen belül a valódi lepkék (Glossata) alrendjéhez és a medvelepkefélék családjához tartozó nem.

## Fajok
A nembe az alábbi fajok tartoznak
- Antiotricha cecata
- Antiotricha directa
- Antiotricha districta
- Antiotricha furonia
- Antiotricha integra
- Antiotricha pluricincta
- Antiotricha vexata